# Niudaokou
Niudaokou är en köping i Kina. Den ligger i storstadsområdet Tianjin, i den norra delen av landet, omkring 75 kilometer norr om stadens centrum.